# Destructor Giosué Carducci
El Giosuè Carducci va ser un dels quatre destructors de classe Oriani construïts per a la Regia Marina a mitjans dels anys trenta i principis dels anys quaranta. Acabat el 1937, va servir a la Segona Guerra Mundial.

## Disseny i descripció
Els destructors de la classe Oriani eren versions lleugerament millorades de la classe Maestrale anterior. Tenien una longitud entre perpendiculars de 101,6 metres (333 peus 4 polzades) i una longitud total de 106,7 metres (350 peus 1 polzada). Els vaixells tenien una mànega de 10,15 metres (33 peus 4 polzades) i un calat mitjà de 3,15 metres (10 peus 4 polzades) i 4,3 metres (14 peus 1 polzades) amb càrrega profunda. Desplaçaven 1.700–1.750 tones mètriques (1.670–1.720 tones llargues) amb càrrega normal, i 2.400–2.450 tones mètriques (2.360–2.410 tones llargues) amb càrrega profunda. El seu complement durant la guerra era de 7 oficials i 176 sotsoficials i marineria.
Els Oriani eren propulsats per dues turbines de vapor Parsons, cadascuna impulsava un eix de l'hèlix utilitzant vapor subministrat per tres calderes Thornycroft. Dissenyats per a una potència màxima de 48.000 cavalls de potència (36.000 kW) i una velocitat de 32-33 nusos (59-61 km/h; 37-38 mph) en servei, els vaixells van assolir velocitats de 38-39 nusos (70–72 km/h; 44–45 mph) durant les seves proves de mar amb una càrrega lleugera. Portaven prou fuel per donar-los una autonomia de 2.600 a 2.800 milles nàutiques (4.800–5.200 km; 3.000–3.200 milles) a una velocitat de 18 nusos (33 km/h; 21 mph) i 690 nmi (1.280 km; 790 milles) a una velocitat de 33 nusos (61 km/h; 38 mph).
La seva bateria principal estava formada per quatre canons de 120 mil·límetres (4,7 polzades) de calibre 50 en dues torretes de dos canons, una per davant i per darrere de la superestructura. Al mig del vaixell hi havia un parell de canons lumínics de 120 mil·límetres. La defensa antiaèria (AA) per als vaixells de la classe Oriani estava proporcionada per quatre metralladores de 13,2 mil·límetres (0,52 polzades). Els vaixells estaven equipats amb sis tubs de torpedes de 533 mil·límetres (21 polzades) en dos muntatges triples al mig del vaixell. Encara que no tenien un sistema de sonar per a recerca antisubmarina, estaven equipats amb un parell de llançadors de càrregues de profunditat. Els vaixells podien portar 56 mines.

## Història
Quan Itàlia va entrar a la Segona Guerra Mundial, va ser destinat al 9è Esquadró de Destructors, juntament amb els bessons Alfieri, Oriani i Gioberti.
A les dues de la matinada del 12 de juny de 1940, juntament amb els bessons, la 1a Divisió (creuers pesants Zara, Fiume i Gorizia), la 8a Divisió (creuers lleugers Duca degli Abruzzi i Garibaldi) i el 16è Esquadró de Destructors (da Recco, Pessagno, Usodimare) per patrullar el mar Jònic.
El 2 de juliol va ser enviat, juntament amb els bessons, a la 1a Divisió (Zara, Fiume i Gorizia), als creuers lleugers Bande Nere i Colleoni i al 10è Esquadró de Destructors (Maestrale, Grecale, Libeccio i Scirocco) per proveir indirectament escorta a un comboi que tornava de Líbia (comboi format per transports de tropes Esperia i Victoria, escortat per torpediners Procione, Orsa, Orione i Pegaso, navegant de Trípoli a Nàpols).
A la tarda del 7 de juliol va sortir a la mar juntament amb els bessons i la resta de la II Esquadró Naval - creuer pesat Pola, I, II, III i VII divisions de creuers per un total d'11 unitats i X, XI, XII i XIII esquadrons de destructors -que després es van unir a la I Squadra i van participar en la batalla de Punta Stilo el 9 de juliol: durant la retirada de la flota italiana en aquesta batalla, la IX Squadriglia va ser la primera formació de destructors, entre els enviats a atacar, per llançar els seus torpedes –cinc en total, des de 13.500 metres–, sense tanmateix aconseguir cap impacte.
Entre el 30 de juliol i l'1 d'agost va oferir escorta indirecta, juntament amb els bessons, als creuers Pola, Zara, Fiume, Gorizia, Trento, Da Barbiano, Alberto di Giussano, Eugenio di Savoia, Duca degli Abruzzi, Attendolo, Montecuccoli i els esquadrons de destructors XII, XIII i XV per un total d'11 unitats: dos combois per a Líbia, que van veure al mar un total de 10 vaixells mercants, 4 destructors i 12 torpediners.
Cap al migdia del 27 de novembre, va sortir de Nàpols juntament amb el Pola, la 1a Divisió (Fiume i Gorizia) i la resta d'unitats de la 9a Esquadra, participant llavors a la batalla inconclusa del Cap Teulada.
El desembre de 1940 va bombardejar, juntament amb l'Alfieri i el Gioberti, les posicions costaneres d'Albània i Grècia en suport de les operacions del Regio Esercito en aquells territoris.
El 6 de gener de 1941, juntament amb l'Alfieri, el Gioberti, el destructor Fulmine (adjunt temporalment al IX Esquadró) i el XIV Esquadró de Torpediners (Partenope, Pallade, Altair, Andromeda), va bombardejar les instal·lacions militars gregues a Porto Palerm, a Albània.
A les onze del 26 de març va salpar de Tàrent (sota el comandament del capità de fragata Alberto Ginocchio) amb els bessons i amb la 1a Divisió (Zara, Pola i Fiume), s'incorporà després a l'esquadró de cuirassats Vittorio Veneto, la Divisió de Creuers III (Trento, Trieste i Bolzano) i VIII (Garibaldi i Duca degli Abruzzi), els esquadrons de destructors XIII (Granatiere, Bersagliere, Fuciliere i Alpino), XVI (Da Recco,Pessagno), XII (Corazziere, Carabiniere i Ascari) – destinat a participar en l'operació «Gaudo», que després va donar lloc a la batalla del cap Matapan.
Durant aquesta batalla, el Pola va ser immobilitzat per un torpediner la tarda del 28 de març. Per ordre de l'almirall Angelo Iachino, comandant de la formació, tota la 1a Divisió i el 9è Esquadró van ser enviades per ajudar el vaixell immobilitzat, però quan, a les 22.27, els vaixells van arribar prop del Pola, van ser sorpresos pels cuirassats britànics Barham, Valiant i Warspite, que els van bombardejar amb la seva artilleria a boca de canó: el Zara, el Fiume i l'Alfieri van ser enfonsats i, en un segon temps, també el Pola (torpedinat pels destructors britànics). En el combat el Carducci –que va ser la penúltima unitat de la línia, precedit pel Gioberti i seguit pels Oriani– es va llançar contra els vaixells britànics, emetent cortines de fum en un intent inútil de cobrir els creuers, permetent així a l'Oriani i al Gioberti retrocedir i escapar de la massacre. Poc després -a les 23.45 - el Carducci, colpejat i devastat per les salves dels cuirassats britànics, va ser abandonat pels supervivents; el destructor britànic Havock va albirar el naufragi cremant i a la deriva i el va acabar llançant- hi un torpede, que el va fer volar.
Els supervivents de l'enfonsament, alguns a l'aigua i altres a les basses, van romandre al mar durant diversos dies i la majoria van morir; l'obra del comandant Ginocchio (Medalla d'Or al Valor Militar), que va mantenir units els supervivents i va intentar evitar que la bogeria i l'abatiment s'apoderessin d'ells, va ajudar a limitar les pèrdues fent cantar i recitar la pregària del mariner.
A les 14.12 del 2 d'abril el vaixell hospital Gradisca, enviat a rescatar els supervivents dels vaixells enfonsats a la batalla, va albirar dues basses en les posicions 35°56' N i 21°14' E, recuperant-ne un total de 21 supervivents de Carducci. Entre les 12.38 i les 14.06 del 3 d'abril, el Gradisca va identificar i rescatar altres quatre basses de Carducci, rescatant un total de 14 homes.
En total, dels 204 homes que formaven la tripulació de Carducci, 169 van morir o estaven desapareguts i 35 (inclòs el comandant Ginocchio) van ser rescatats.
El Carducci havia dut a terme un total de 38 missions de guerra (7 amb forces navals, 3 bombardejos costaners, 4 escortes de combois, 7 d' entrenament i 17 d'altres tipus), cobrint un total de 14.856 milles i passant només un dia en reparació.

### Comandants
- Capitano di fregata Vincenzo Novari - 10 de juny de 1940 - 28 d'octubre de 1940
- Capitano di fregata Alberto Ginocchio - 29 d'octubre de 1940 - 28 de març de 1941